# Frugalidad

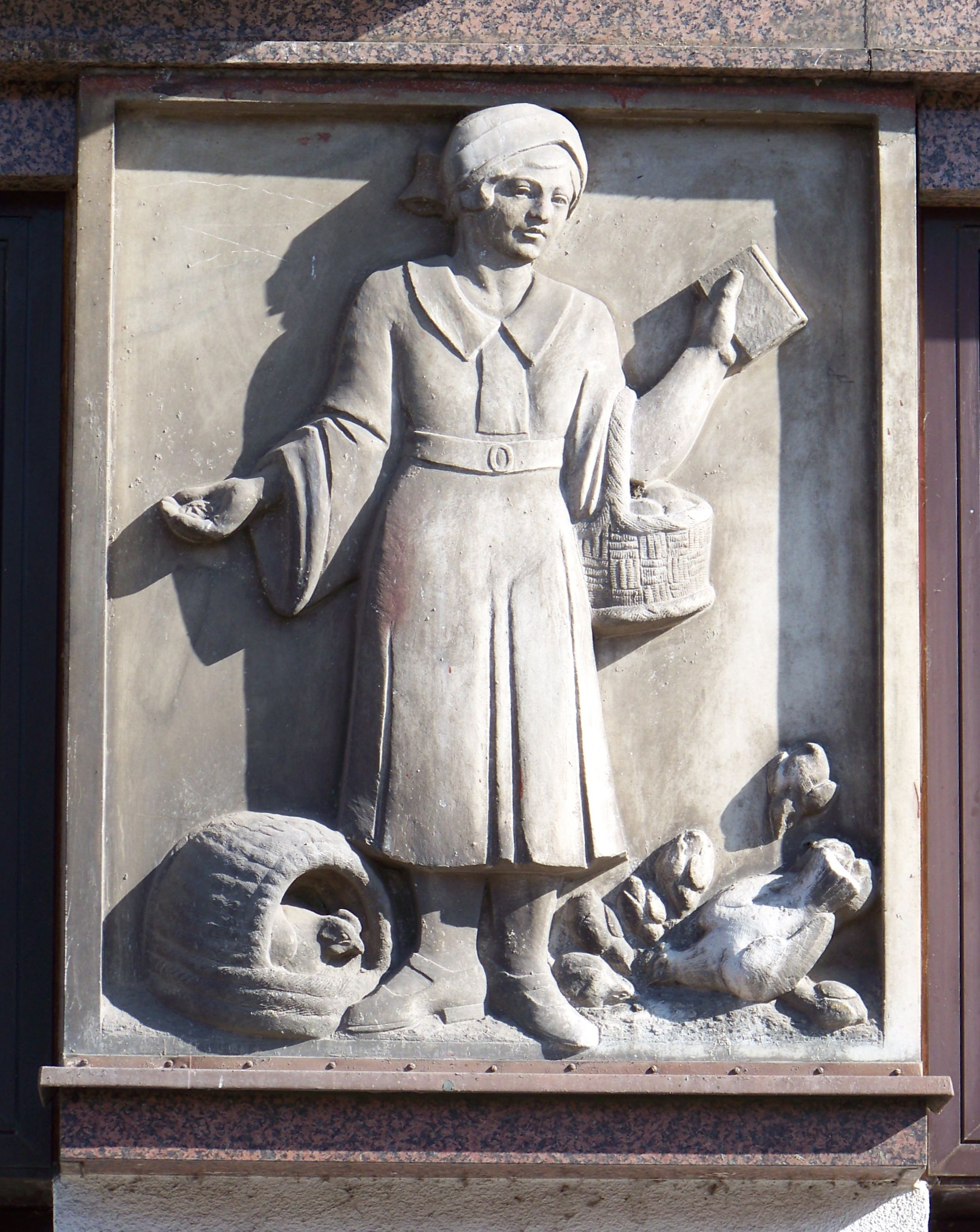
Kralupy nad Vltavou, distrito de Mělník, región de Bohemia Central, República Checa. Husova 579, relieve de Frugalidad en el edificio Česká spořitelna.

Frugalidad es la cualidad de ser prudente, pasivo, ahorrativo y económico en el uso de recursos consumibles (como la comida o el agua), así como optimizar el uso del tiempo y el dinero para evitar el desperdicio, el derroche o la extravagancia.
En la ciencia del comportamiento, la frugalidad ha sido descrita como la tendencia a adquirir bienes y servicios de manera restringida, así como el uso optimizado de los bienes económicos y servicios que ya se poseen con la finalidad de lograr uno o varios objetivos a largo plazo.

## Estrategias
Las estrategias más comunes incluyen la reducción de residuos frenando hábitos costosos, suprimir gratificaciones instantáneas, buscar la eficiencia económica, evitar normas sociales contaminantes y caras, apoyar las opciones libres y gratuitas, utilizar el trueque y estar bien informado sobre circunstancias locales y características de los productos y servicios consumidos.

## Filosofía
La frugalidad, en el contexto de algunos sistemas de creencias, es una filosofía en la cual no se confía o se es muy escéptico sobre el conocimiento "experto" de mercados comerciales y culturas corporativas, buscando conocer lo mejor para el interés económico, material y espiritual del individuo.
Muchas comunidades espirituales consideran la frugalidad como una virtud o disciplina espiritual. La Sociedad Religiosa de los Amigos (Cuáqueros) y los puritanos son buen ejemplo de ello. La filosofía básica detrás de esta idea es que la población debería ahorrar dinero para donarlo a iniciativas de caridad, como ayudar a quienes más lo necesitan.
Hay también quien considera la frugalidad una virtud en tanto que el ser humano pertenece a la naturaleza. A través de la frugalidad, los humanos pueden utilizar sus habilidades ancestrales de conseguir poco y necesitar poco y encontrar las soluciones naturales en vez de en convenciones artificiales culturales o religiosas.
Henry David Thoreau expresa una filosofía similar en Walden, con su entusiasmo por la autosuficiencia y la posesión mínima llevando una vida sencilla en el bosque.